# Unione dei comuni del Coros
L'Unione dei comuni del Coros (in sardo: Unione de sos comunes de su Coros) è un'unione di comuni della Sardegna, nella Città metropolitana di Sassari, costituita ai sensi dell'articolo 32 del Decreto legislativo 18 agosto 2000, numero 267, della quale fanno parte i Comuni di Cargeghe, Codrongianos, Florinas, Ittiri, Muros, Olmedo, Ossi, Ploaghe, Putifigari, Tissi, Uri ed Usini. Il centro con il maggior numero di abitanti è Ittiri, mentre il più piccolo Putifigari.

## Storia
Nata il 23 aprile 2008, il territorio dell'Unione arriva ad una popolazione complessiva di 35.968 abitanti (dati al 2023), estendendosi su una superficie territoriale di kmq 512,16. All'Unione sono demandate diverse funzioni, tra le quali la protezione civile, il servizio barracellare, il marketing culturale, il sistema interbibliotecario, il nucleo di valutazione ed altre.
A seguito della modifica statutaria la scelta del presidente avviene tramite elezione e dura in carica due anni insieme alla giunta, composta da altri cinque assessori. In data 29 gennaio 2024 è stato eletto presidente il sindaco del Comune di Codrongianos, Cristian Budroni e vicepresidente il sindaco del Comune di Muros (Italia), Federico Tolu.  
La sede legale ed amministrativa si trova a Ossi in via Marconi 14, ospitata nello stabile del vecchio municipio.

## Curiosità
Nonostante la denominazione, soltanto pochi centri dell'Unione afferivano anticamente alla curatoria di Coros (villaggio oggi scomparso), ovvero Ittiri, Ossi, Tissi, Uri  e Usini. I restanti afferivano alle curatorie di Figulinas e Ulumedu.